# Брецель, Богдан
Богдан Брецель (словен. Bogdan Brecelj; 5 июня 1906, Горица — 9 сентября 1986, Любляна) — югославский врач-хирург, доктор медицинских наук, профессор, полковник ЮНА и Герой Социалистического Труда Югославии. Один из личных врачей Иосипа Броза Тито.

## Биография
Родился 5 июня 1906 года в городе Горица в Австро-Венгрии (ныне город Гориция, Италия). Сын известного врача Антона Брецеля. В семье также был брат Мариян Брецель, будущий глава СР Словении и Народный герой Югославии. Богдан учился в университетах Вены и Инсбрука, в 1929 году получил степень доктора медицинских наук в Инсбрукском университете. С 1935 года стал заниматься хирургией в Любляне, с 1937 года стал практиковать и ортопедические операции (стажировался в Берлине, Болонье, Вене, Праге и Падуе). Возглавил отделение ортопедической хирургии в больнице Любляны в том же году.
В 1941 году Богдан Брецель вступил в Освободительный фронт Словении — политическое крыло Народно-освободительной армии Югославии, где возглавил медицинскую службу. Дважды он арестовывался итальянскими оккупационными властями в 1943 году, но оба раза убегал от них (его семья ещё в 1919 году была депортирована из Горицы итальянскими националистами и вынуждена была осесть в Любляне). Выбравшись на освобождённую территорию, Брецель стал работать главным хирургом югославской армии и лично трудился в Верховном штабе НОАЮ. В 1945 году назначен региональным секретарём Народно-освободительного комитета Словенского Приморья и Триеста.
31 августа 1945 Брецель назначен заместителем декана Люблянского университета, а через год основал кафедру клинической ортопедии на медицинском факультете и стал открывать ортопедические больницы в Словенских местечках Ровинь, Шемпетер-при-Горице и Алкаран, а также основывать институты по реабилитации: дом для инвалидов детства в Камнике, Институт по реабилитации инвалидов в Любляне и Центр медицинской реабилитации в Лашко. Там занимались лечением костно-суставного туберкулёза. С 1947 года Брецель является одним из личных врачей Иосипа Броза Тито. В 1948 году открывает школу физиотерапевтов в Ровине, а в 1958 году вводит в медицинские училища Югославии предмет «Основы физиотерапии и реабилитации». Под руководством Брецеля развиваются методы лечения: артропластика суставов с использованием протезов, лечение костно-суставного туберкулёза при помощи консервативной трансплантации костей, лечение вывиха бедра с применением остеосинтетических материалов и т.д. Им же был основан первый костный банк в Словении и Югославии.
В 1976 году Брецель был избран в Совет Федерации СФРЮ и в том же году получил звание почётного профессора Люблянского университета. За свою жизнь он стал автором более 100 научных работ, опубликованных в журналах Югославии и мира, а также написал несколько книг и учебников по оказанию медицинской помощи. Свою деятельность он не прекращал даже после выхода на пенсию: 3 января 1980 он был главой консилиума врачей, занимавшихся лечением Иосипа Броза Тито (к несчастью, операция привела к серьёзным осложнениям, от которых югославский президент вскоре умер).
Скончался Богдан Брецель 9 ноября 1986 года.

## Почести

### Награды
- Орден Героя Социалистического Труда Югославии
- Орден Югославского флага с лентой
- Орден Республики с золотым венком
- Золотая звезда ордена «За заслуги перед народом»
- Орден Труда с Красным знаменем
- Партизанский памятный знак 1941 года
- Медаль Антифашистского вече народного освобождения Югославии (1968 год)
- Медаль имени Бориса Кидрича (1986 год)

### Звания
- Директор Центра по реабилитации инвалидов в Любляне
- Почётный профессор ортопедической хирургии Люблянского университета
- Постоянный член Словенской академии наук и искусств (6 декабря 1949)
- Член-корреспондент Сербской академии наук и искусств (1961)
- Член-корреспондент Хорватской академии наук и искусств (1963)
- Иностранный член-корреспондент Академии медицинских наук СССР (1963)
- Почётный гражданин Любляны (1984)
- Почётный член Словенской ассоциации медицины
- Почётный член Международного общества ортопедической хирургии и травматологии
- Председатель Союза ортопедов и травматологов СФРЮ
- Почетный член Всесоюзного общества травматологов и ортопедов СССР (1969)

### На сербском
- Југословенски савременици: ко је ко у Југославији. „Хронометар“, Београд 1970. година.
- Војни лексикон. „Војноиздавачки завод“ Београд, 1981. година.

### На русском
- Брецель Богдан // Большая советская энциклопедия : [в 30 т.] / гл. ред.  А. М. Прохоров. — 3-е изд. — М. : Советская энциклопедия, 1969—1978.
- Л. А. Станкевич. БРЕЦЕЛЬ Богдан // Большая медицинская энциклопедия: В 30 томах / Главный редактор Б. В. Петровский. — 3-е издание. — М.: Советская энциклопедия, 1985.